# 三丁基膦
三丁基膦是一种有机磷化合物，化学式为P(C4H9)3，或简写为PBu3。它在室温是油状液体，具有令人恶心的气味。它缓慢和空气中的氧反应，迅速和其它氧化剂反应，生成氧化膦。它通常用空气隔绝技术保存。

## 制备
三丁基膦在工业上通过磷化氢和丁烯的反应得到，该加成反应为自由基机理，不遵循马氏规则。
PH
3 + 3CH
2=CHCH
2CH
3 → P(CH
2CH
2CH
2CH
3)
3
在实验室可以通过相应的格氏试剂和三氯化磷反应得到。
3 BuMgCl  +  PCl
3  →  PBu
3  +  3 MgCl
2

## 化学性质
三丁基膦和氧反应，生成三丁基氧化膦：
2 PBu3  +  O2   →    2 OPBu3
这个反应可以快速发生，因此三丁基膦在储存时应隔绝氧气。
它容易发生烷基化反应，如和氯化苄反应，生成季鏻盐：
PBu3  +  PhCH2Cl   →   [PhCH2PBu3]Cl
三丁基膦可以在过渡金属配合物中作为配体，可以用于制备低氧化态的配合物。它比三甲基膦更加便宜，且对空气的敏感程度更低。尽管它的配合物大多数都是十分易溶的，但是相比于刚性的膦配体来说，它们较难于结晶。另外，其1H NMR性质较难解释，可以掩盖其它配体的信号。和其它叔膦相比，致密 (锥角: 136°)而basic(χ参数: 5.25 cm−1)。